# Norbert Elias
Norbert Elias (22. června 1897 Vratislav – 1. srpna 1990 Amsterdam) byl německý filosof a sociolog židovského původu, jehož hlavní práce O procesu civilizace (Über den Prozeß der Zivilisation) se soustředila na vztah mezi mocí a chováním.
Celé Eliasovo vědecké působení se zabývá snahou pochopit dlouhodobé procesy sociálního vývoje. Výjimečnost Eliasových studií mimo jiné spočívá i v dokonale detailní empirické analýze.

## Dětství a studium
Norbert Elias se narodil do židovské, německy mluvící rodiny obchodníka a továrníka Hermanna Eliase. Jeho otec byl rozhodnut poskytnout svému synovi univerzitní vzdělání, které si sám v mládí nemohl dovolit. Proto Norbert navštěvoval renomované pruské Jahannesovo gymnázium, kde se seznámil s klasickou německou a antickou literaturou. 8. května 1915 odmaturoval rozhodnut pokračovat ve studiích germanistiky a filozofie na Vratislavské univerzitě. Na podzim 1915 ale stejně jako celý jeho ročník narukoval a odjel na frontu. Během války jako telegrafista prošel mimo jiné bitvou na Sommě. Následkem válečných útrap se psychicky zhroutil a vrátil do Vratislavi, kde dosloužil v sanitární službě.
V roce 1918 začal opět studovat na univerzitě filozofii a na otcovo přání i medicínu. Přestože v medicíně dokončil pouze preklinickou část studia, dala mu důležité základy znalostí přírodních věd a kritický přístup k poznání. Část roku 1919 strávil na univerzitě v Heidelbergu, kde se seznámil s Karlem Jaspersem a jeho prostřednictvím i s dílem Maxe Webera, a část roku 1920 ve Freiburgu. Zde mimo jiné studoval i u Husserla.

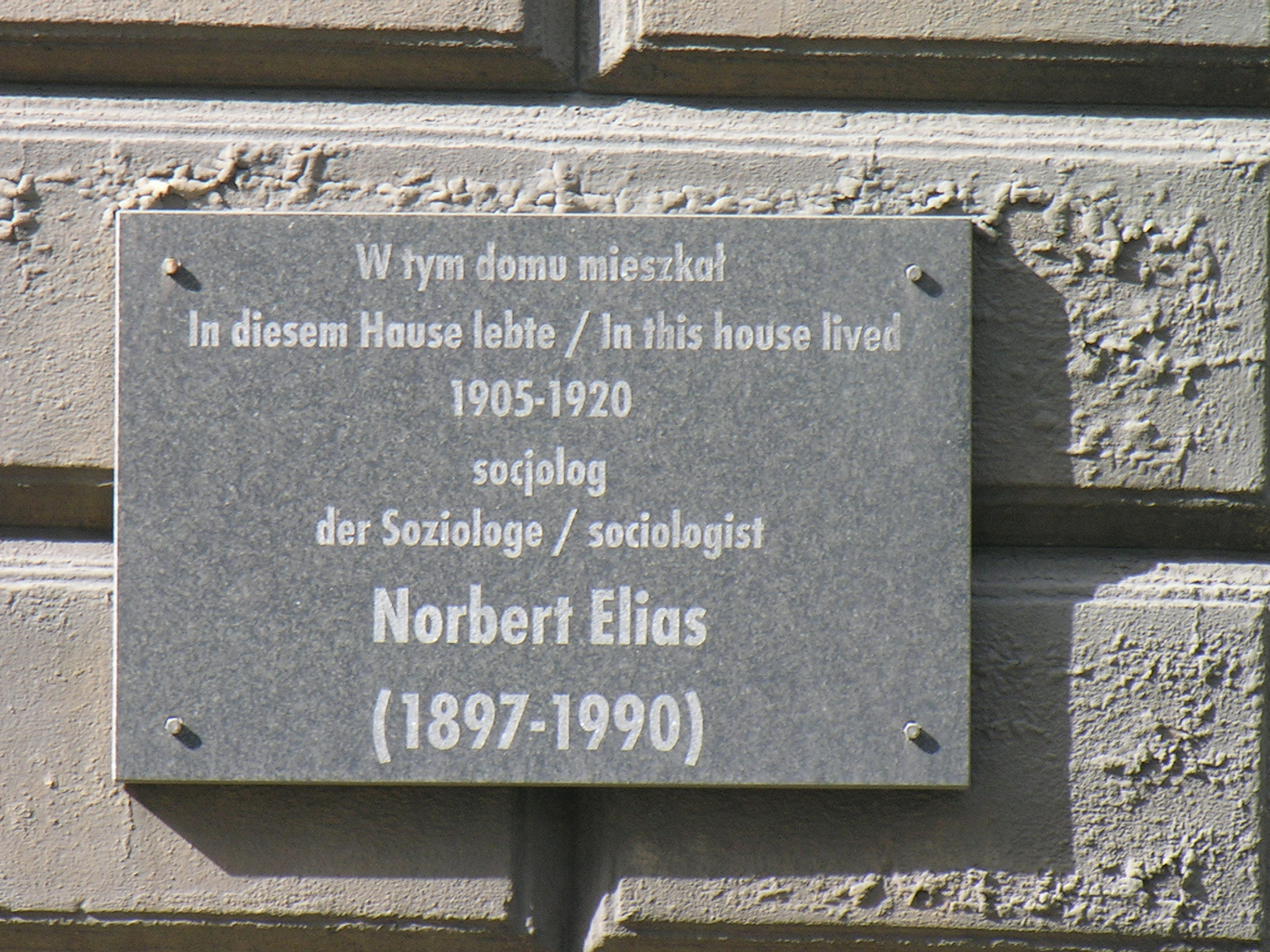
Pamětní deska. "V tomto domě bydlel..."

V červnu 1922 složil rigorózní zkoušku z psychologie, filozofie, dějin umění a chemie, ale další rok se musel vlivem hospodářské krize živit prací v továrně na drobné železářské zboží. Až v roce 1924 dostal možnost nastoupit na univerzitu v Heidelbergu studovat sociologii. Eliase sem zřejmě přilákalo klima, které zde vzniklo působením, byť krátkodobým, Maxe Webera. Obor sociologie zde byl veden jeho méně slavným bratrem Alfredem, u kterého začal Elias studovat. Ve městě žila i vdova po Weberovi, která se snažila uchovat jeho odkaz a jejíž salón, kde se scházela intelektuální elita města, Elias navštěvoval. V Heidelbergu se seznámil se Karlem Mannheimem, který mu v roce 1928 nabídl pozici svého asistenta na univerzitě ve Frankfurtu, kde měl nastoupit jako docent.
Eliasova habilitační práce, na které ve Frankfurtu pracoval v letech 1930–1933 se již věnovala problematice jemu typické. Její název zněl Der höfische Mensch: Ein Beitrag zur Soziologie des Hofes, der Höfischen Gesellschaft und das absoluten Königtums a zabývala se zkoumáním dvorské absolutistické společnosti Francie 17. a 18. století. Získání docentury v roce 1933 bylo přerušeno Hitlerovým nástupem k moci. Z univerzity museli odejít všichni Židé a mezi nimi i Elias.

## Exil
Po počátečním tápání Elias odešel do Paříže, především s ohledem na svou znalost francouzského jazyka. Volba to nebyla šťastná. V Paříži neměl moc známých, neměl ani možnost získat akademické povolání. Pokusil se tedy podnikat (založil továrnu na výrobu dětských hraček), ale během několika měsíců přišel o všechny prostředky. Na naléhání přátel tedy v roce 1935 odjel do Londýna.
V Londýně jeho vyhlídky nebyly o nic lepší. Sociologie v této době nebyla na britských ostrovech ještě etablovaná a Elias navíc neuměl anglicky. Vhodné povolání tedy nebylo možné získat. Dostal nízké stipendium a to mu umožnilo další tři roky prakticky strávit v čítárně Britského muzea, kde vznikl jeho dvousvazkový spis O procesu civilizace (orig. Über den Prozeß der Zivilisation). Kniha vyšla po značných problémech (a financována Eliasovým otcem) ve Švýcarsku v roce 1939. Právě začínala válka a z tohoto důvodu se jí nedostalo takové pozornosti odborné veřejnosti, jaké by si zasluhovala. Svým způsobem se jednalo o práci velmi originální, nezapadající do žádné sociologické školy a to mohl být další důvod jejího zapadnutí.
V roce 1941 konečně získal stálou práci v oddělení pro výchovu dospělých na Londýnské univerzitě, kde zůstal až do roku 1954. Neztrácel kontakt s akademickým prostředím a příležitostně přednášel na Londýnské škole ekonomie a politických věd, Bedford College na Londýnské univerzitě, resp. univerzitě v Hullu. Publikoval krátké studie a články. V roce 1954 byl Eliasovi konečně nabídnut post docenta na Univerzitě v Leicesteru, který přijal. Pod vedením Eliase a Ilyi Neustata zde vzniklo nové pracoviště sociologie, které brzy patřilo k nejvýznamnějším v Británii.

## Průlom
Přesto, že se v relativně pokročilém věku stal konečně docentem, neznamenalo toto povýšení průlom. Elias jako spisovatel nebyl v Británii znám, kniha O procesu civilizace ještě pořád nebyla přeložena do angličtiny (částečně Eliasovou vinou, protože několik pokusů o překlad neschválil). To bylo zdrojem frustrací, ke kterým se připojovalo i přehlížení mladších kolegů dané situací v sociologii 60. a 70. let, kdy orientace na procesy probíhající v minulosti byla považována za okrajovou záležitost. Další oblastí Eliasova zájmu v té době byla sociologie sportu (Quest for Excitement: Sport and Leisure in the Civilizing Process spolu s Ericem Dunningem) a také otázka sociální nerovnosti ve společnosti (The Established and the Outsiders, v roce 1965 spolu s Johnem L. Scotsonem).
V roce 1964 byl penzionován a odešel na dva roky do Ghany, kde přijal post profesora na univerzitě v Akkře. V letech 1964–1976 hostoval na různých evropských univerzitách, od roku 1975 žil trvale v Holandsku.
Až v roce 1976 přišel průlom. Vyšlo třetí, paperbackové vydání O procesu civilizace a kniha měla úspěch. Elias získal řadu ocenění, titul emeritního profesora university ve Frankfurtu a penzi. I v této věkově pokročilé době zůstal vědecky činný. Věnoval se problematice vývoje vědeckého poznání a vědění. Výsledkem tohoto studia byly knihy Engagement und Distanzierung a Über die Zeit.
Věnoval se také psaní poezie. V roce 1989 vyšla sbírka jeho básní a básnických překladů Los der Menschen.
Svůj život zakončil ve věku 93 let v Amsterdamu. Celý jej věnoval své práci. Nikdy nebyl ženat a také se nikdy politicky neangažoval.
Eliasova písemná pozůstalost je uložena v Německém literárním archivu v Marbachu nad Neckarem. Na šíření a vydávání jeho děl dohlíží Nadace Norberta Eliase sídlem v Amsterdamu.
Jeho dílo vzbudilo ohlas hlavně v Německu a Holandsku, v Anglii již méně a bez ohlasu je zatím v USA.

## Dílo (výběr)
- Über den Prozess der Zivilisation, 1939
  - (česky) O procesu civilizace : sociogenetické a psychogenetické studie. I., Proměny chování světských horních vrstev na Západě, Praha, Argo 2006 ISBN 80-7203-838-9.
  - (česky) O procesu civilizace : sociogenetické a psychogenetické studie. II., Proměny společnosti. Nástin teorie civilizace, Praha, Argo 2007 ISBN 978-80-7203-962-3.
- The Established and the Outsiders (1965), see Winston Parva
- Die höfische Gesellschaft 1969
  - (česky) Dvorská společnost: výzkum sociologie království a dvorské aristokracie. Knihovna německého historického myšlení., svazek 2. Praha: Argo v součinnosti s Německým historickým ústavem ve Varšavě, 2023. ISBN 978-80-257-4254-9.
- Was ist Soziologie? 1970
- Scientific Establishments and Hierarchies (ed. with others) 1982
- Über die Einsamkeit der Sterbenden in unseren Tagen 1982
  - (česky) O osamělosti umírajících v našich dnech, Praha, Nakladatelství Franze Kafky 1998 ISBN 80-85844-39-7.
- Engagement und Distanzierung 1983
- Über die Zeit 1984
- Quest for Excitement (with E. Dunning) 1986
- Humana Conditio: Beobachtungen zur Entwicklung der Menschheit am 40. Jahrestag eines Kriegsendes 1985
- Die Gesellschaft der Individuen 1987
  - (slovensky) Spoločnosť indivíduí, Bratislava, Kalligram 2006 ISBN 80-7149-853-X.
- Los der Menschen 1987
- Studien über die Deutschen 1989
- The Symbol Theory 1991
- Über sich selbst 1990
- Mozart: zur Soziologie eines Genies 1991
- The Norbert Elias Reader. A Biographical Selection (ed. J.Goudsblom/S.Mennell) 1998
- On Civilization, Power, and Knowledge. Selected Writings (ed. and with an introduction by S.Mennell/J. Goudsblom) 1998
- Watteaus Pilgerfahrt zur Insel der Liebe 1998